# Samantha Taggart
 Samantha Taggart  är en fiktiv sjuksköterska i den amerikanska TV-serien Cityakuten. Hon är porträtterad av Linda Cardellini från säsong 10 och framåt.
Samantha är chef över sjuksköterskorna på akuten just nu, hon har en son, Alex, som hon fick när hon var 16 år. Alex far har under en längre period suttit i fängelse. Samantha hade en relation med Luka, men de gjorde slut i säsong 12. Just nu jobbar Sam även hos en rik, sjuk man, och hon bor i hans stora hus tillsammans med Alex.